# Лук сомнительный
Лук сомнительный (лат. Allium amphibolum) — многолетнее травянистое растение, вид рода Лук (Allium) семейства Луковые (Alliaceae).

## Распространение и экология
В природе ареал вида охватывает Казахстан, Монголию, Китай, южные районы Западной и Восточной Сибири.
Произрастает на каменистых и щебнистых склонах в альпийском поясе.

## Ботаническое описание
Луковицы цилиндро-конические, толщиной 1—1,5 см, длиной 4—8 см, по 1—2 прикреплены к восходящему корневищу, с бурыми сетчатыми оболочками. Стебель высотой 10—25 см, округлый, гладкий, слегка ребристый, при основании или на треть одетый гладкими, сближенными, иногда краснеющими влагалищами.
Листья в числе 2—4, линейные, шириной 2—5 мм, плоские, по краю шероховатые, к основанию и верхушке немного суженные, обычно несколько изогнутые, по краю шероховатые, тупые, немного короче или равны стеблю.
Зонтик шаровидный или полушаровидный, многоцветковый, густой, головчатый. Листочки колокольчатого околоцветника розовые или розово-пурпурные, блестящие, длиной 5—6 мм, продолговато-ланцетные или ланцетные, туповатые, наружные немного короче внутренних. Нити тычинок немного или в полтора раза длиннее листочков околоцветника, при основании между сросшиеся, тёмно-розовые, шиловидные. Столбик сильно выдается из околоцветника; рыльце почти неутолщённое.
Коробочка с широкоэллиптическими створками, немного короче околоцветника.

## Таксономия
Вид Лук сомнительный входит в род Лук (Allium) семейства Луковые (Alliaceae) порядка Спаржецветные (Asparagales).
|  |                                      |  |                                                             |                                                             |                   |  | ещё 24 семейства (согласно Системе APG II) | ещё 24 семейства (согласно Системе APG II) |                      |  |  |  | ещё более 870 видов |
|  |                                      |  |                                                             |                                                             |                   |  | ещё 24 семейства (согласно Системе APG II) | ещё 24 семейства (согласно Системе APG II) |                      |  |  |  | ещё более 870 видов |
|  |                                      |  |                                                             | порядок Спаржецветные                                       |                   |  |                                            |                                            | род Лук              |  |  |  |                     |
|  |                                      |  |                                                             | порядок Спаржецветные                                       |                   |  |                                            |                                            | род Лук              |  |  |  |                     |
|  | отдел Цветковые, или Покрытосеменные |  |                                                             |                                                             | семейство Луковые |  |                                            |                                            | вид Лук сомнительный |  |  |  |                     |
|  | отдел Цветковые, или Покрытосеменные |  |                                                             |                                                             | семейство Луковые |  |                                            |                                            |                      |  |  |  |                     |
|  |                                      |  | ещё 44 порядка цветковых растений (согласно Системе APG II) | ещё 44 порядка цветковых растений (согласно Системе APG II) |                   |  |                                            | ещё около 300 родов                        | ещё около 300 родов  |  |  |  |                     |
|  |                                      |  |                                                             | ещё 44 порядка цветковых растений (согласно Системе APG II) |                   |  |                                            |                                            | ещё около 300 родов  |  |  |  |                     |